# II. Achirimbi

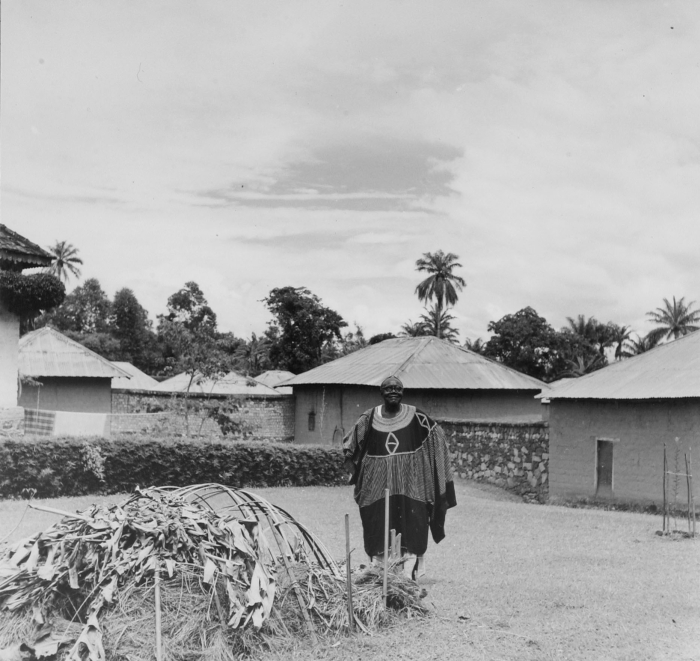
II. Achirimbi 1965-ben, saját termeszcsapdája mellett

II. Achirimbi a kameruni Bafut városának és a várost övező kiterjedt régiónak volt a közigazgatási vezetője, helyi nevén fonja, amely szó az ottani nép szóhasználatában lényegében királyt, uralkodót jelent. Személyében tizedik volt a bafuti fonok sorában, akik félig autonóm módon irányították Bafutot és a hozzá tartozó szomszédos területeket, vagyis a Bafuti Fonságot. Uralkodása 1932-től 1968-ig tartott, és beletartozott az az időszak is, amikor Kamerunnak ez a része a korábbi brit protektorátus alól a függetlenné váló önálló államhoz került át. Elődje I. Abumbi, utódja II. Abumbi volt.
Kitűnt a többi fon közül azzal, hogy szimpátiát tanúsított a brit ügyek iránt. 1946-ban a brit kormányzat kitüntetésben is részesítette, „a saját országának és népének, valamint a brit kormánynak nyújtott értékes szolgálataiért, valamint azokért a hűséges szolgálatokért, amiket a megfelelő adminisztráció megőrzése érdekében nyújtott”. Később eredményesen használta ki kedvező helyzetét annak érdekében, hogy bővíthesse a földügyekkel és a helyi szintű egyéb vitás ügyekkel kapcsolatos hatáskörét.
Jó barátságot ápolt a híres természetbúvár-íróval, Gerald Durrell-lel, aki kétszer, 1949-ben és 1957-ben is hosszabb időt töltött Bafutban állatgyűjtő expedíciói során. A Fon ezeken az expedíciókon jelentős mértékben és eredményesen segítette Durrellt. Durrellnek az ezen expedíciókról írt könyvei, A bafuti kopók és az Állatkert a poggyászomban, jellemzően sok humorral, de szeretetteljesen ábrázolják a Font, nem rejtve véka alá többnejűségét és magas fokú alkoholtűrését, ugyanakkor anglofil világszemléletét  és segítőkészségét sem. A második expedíciója előtt az író kissé tartott a Bafutba való visszatéréstől, mert olyan értesüléseket szerzett, melyek szerint a Fon megneheztelt rá A bafuti kopókban róla megjelentek miatt. A Fon azonban barátsággal fogadta Durrellt, sőt ünnepi ruhával ajándékozta meg és saját személyzetet is biztosított a részére.
Nevezetessé vált még azzal is, hogy 1961-ben, annak kapcsán, hogy a fonsága és a környező területek a függetlenedő, szomszédos államok közül Kamerunhoz vagy Nigériához csatlakozzanak-e, úgy nyilatkozott, hogy ez „a tűz és a mély tenger” közötti választás kérdése.
Sokan haladónak tartották, aki hajlandó új ötletekkel kísérletezni. A gyarmati tisztviselők és más helyi vezetők részéről egyaránt tisztelet övezte.
1968-ban hunyt el, tisztségében egyik fia, II. Abumbi követte.
| Előző I. Abumbi | Bafuti fon 1932–1968 | Következő II. Abumbi |

## Magánélete
Egy 1962-es adat szerint mintegy 50 felesége és 100-nál több gyermeke volt.

## Emlékezete
- Alakja a főszereplők egyikeként jelenik meg Gerald Durrell mindkét, már fentebb is említett, bafuti tárgyú könyvében, az 1949-es expedícióról írt A bafuti kopókban és az 1957-es gyűjtőút után született, Állatkert a poggyászomban című kötetben is.
- Ezen felül azonban, legalább részben ő szolgálhatott mintául A hahagáj című Durrell-regény születésekor is, a kitalált Zenkali szigetállam uralkodója, a szívélyes és segítőkész, ugyanakkor temérdek alkoholos italt fogyasztó III. Tamalawala Umber császár[2] (a szigeten úgyszólván mindenki által használt becenevén Csaszi[3]) karakterének megrajzolásához.

## Fordítás
Ez a szócikk részben vagy egészben  az   Achirimbi II című angol Wikipédia-szócikk fordításán alapul.  Az eredeti cikk szerkesztőit annak laptörténete sorolja fel. Ez a jelzés csupán a megfogalmazás eredetét és a szerzői jogokat jelzi, nem szolgál a cikkben szereplő információk forrásmegjelöléseként.